# Puente Ricardo Palma
Ricardo Palma es un puente ubicado en la ciudad de Lima, capital del Perú. Cruza el río Rímac y la vía de Evitamiento conectando los distritos de Lima y Rímac. Forma parte del trazado de la avenida Abancay.

## Historia
Fue inaugurado el 18 de enero de 1962, durante la gestión edil de Héctor García Ribeyro.
Luego del impacto vehicular a la estructura ocurrido el 10 de octubre de 2024 se dispuso el cierre del puente.